# Katy Perry: Skutečná tvář
Katy Perry: Skutečná tvář (v anglickém originále Katy Perry: Part of Me, též jako Katy Perry: Part of Me 3D) je autobiografický dokumentární film americké zpěvačky Katy Perry z roku 2012.

## Synopse
Film dokumentuje život zpěvačky Katty Perry. Obsahuje videoklipy z jejího dětství, dospívání, kariéry či osobního života.

## Obsazení

### Hlavní obsazení
- Katy Perry (dabing: Terezie Taberyová)
- Bradford Cobb (dabing: Petr Gelnar)
- Glen Ballard (dabing: Svatopluk Schuller)
- Shannon Woodward (dabing: Petra Hobzová)
- Angela Hudson (dabing: Adéla Kubačáková)
- Mia Moretti (dabing: Adéla Kubačáková)
- Bonnie McKee
- Adam Marcello
- Matthew Hooper
- Todd Delano (dabing: Rudolf Kubík)
- Angelica Cob-Baehler (dabing: Petra Tišnovská)
- Johnny Wujek (dabing: Jiří Ployhar)
- Shayk
- Tasha Layton
- Elle Ball
- Rachael Markarian
- Leah Adler
- Scott Myrick
- Lockhart Brownlie
- Keith Hudson (dabing: Svatopluk Schuller)
- Mary Perry (dabing: Ivana Měřičková)
- David Hudson (dabing: Petr Gelnar)
- Ashley Dixon
- Tamra Natisin (dabing: Petra Hobzová)

## Ocenění
| Rok  | Nominovaný/práce       | Ocenění                         | Výsledek  |
| ---- | ---------------------- | ------------------------------- | --------- |
| 2012 | Katy Perry: Part of Me | Vyber letní film: Komedie/hudba | vítězství |